# آدریان نینیو
آدریان نینیو (انگلیسی: Adrián Niño؛ زادهٔ ۱۹ ژوئن ۲۰۰۴) بازیکن فوتبال اهل اسپانیا است که در حال حاضر برای باشگاه فوتبال اتلتیکو مادرید بی بازی می‌کند. 
وی همچنین در تیم‌های ملی فوتبال زیر ۱۸ سال اسپانیا، زیر ۱۹ سال اسپانیا، و زیر ۲۰ سال اسپانیا بازی کرده است.